# Argyrosticta fulgida
Argyrosticta fulgida là một loài bướm đêm trong họ Noctuidae.